# 11189 Рабітон
11189 Рабітон (11189 Rabeaton) — астероїд головного поясу, відкритий 17 серпня 1998 року.
Тіссеранів параметр щодо Юпітера — 3,568.